# 刘彦随
刘彦随（1965年4月—），陕西绥德人，中国经济地理学家、中国科学院地理科学与资源研究所研究员，主要从事人文与经济地理学领域的研究。

## 生平
刘彦随于1989年毕业于陕西师范大学地理学系，获学士学位。1995年，获陕西师范大学区域地理学专业硕士学位。后赴南京师范大学深造，1998年获自然地理学专业博士学位。1998年进入中国科学院地理研究所经济地理部从事博士后研究，师从地理学家吴传钧。2000年留所工作，历任副研究员、研究员。2012年，被聘为北京师范大学长江学者特聘教授。他是中国科学院区域可持续发展分析与模拟重点实验室主任、中国科学院精准扶贫评估研究中心主任、中国科学院地理资源研究所区域农业与农村发展研究中心主任，并担任过国际地理联合会农业地理与土地工程委员会（IGU-AGLE）主席，国家精准扶贫成效第三方评估专家组组长，中国城乡发展智库联盟理事长，中国农业资源与区划学会副理事长，中国土地学会副理事长等职。
刘彦随是世界科学院院士（2018年）、中国地理学会会士（2022年），并曾获得过世界科学院科学奖（2017年）、国家科学技术进步二等奖（2019年）、国际地理联合会杰出地理实践奖（Distinguished Practice Award，2022年）等奖项。